# Lemurenweih
Der Lemurenweih (Aviceda madagascariensis) ist eine Greifvogelart aus der Gattung  der Schopfbussarde (Aviceda). Er ist an den Küsten der Insel Madagaskar verbreitet.

## Merkmale

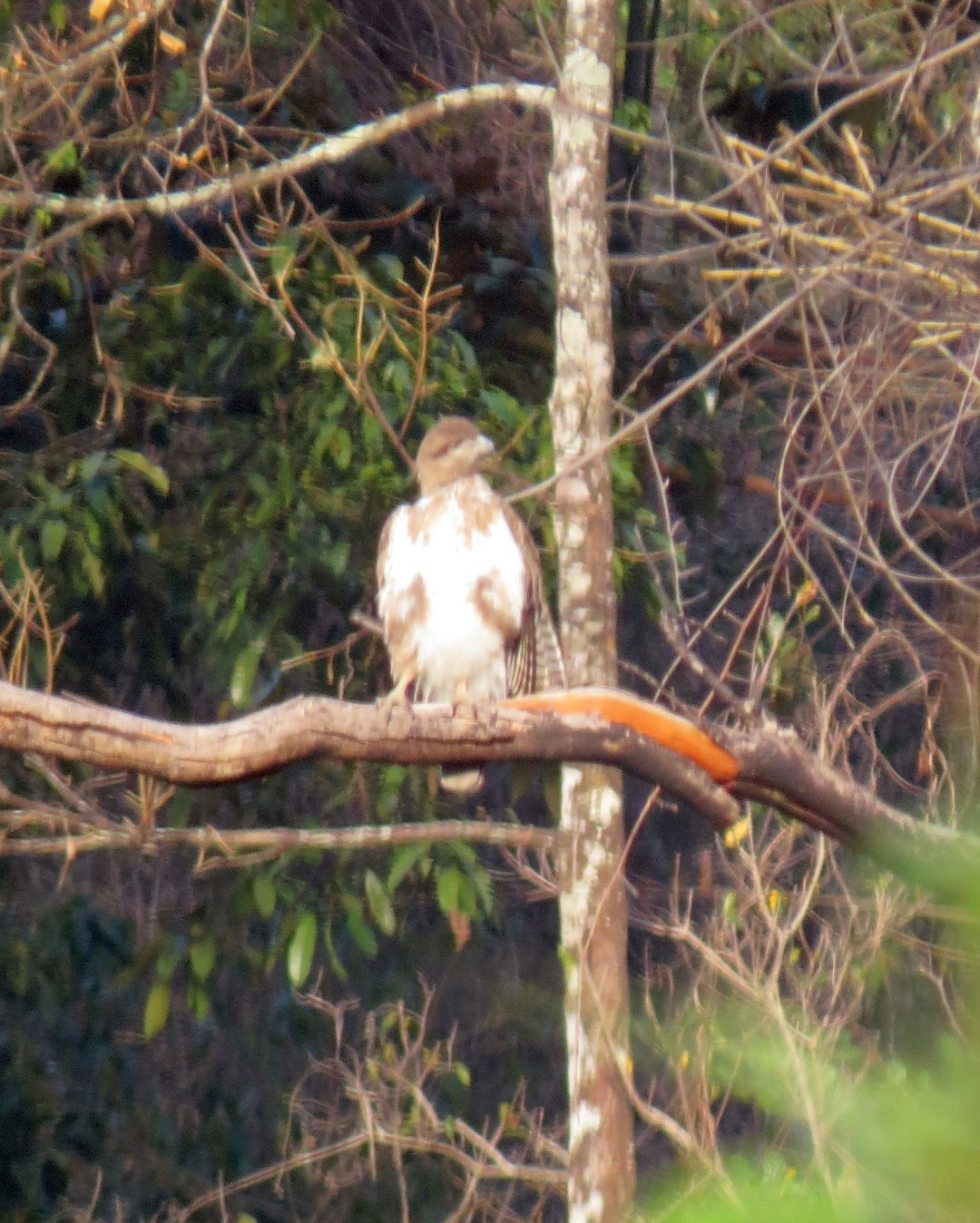
Lemurenweih

Der Lemurenweih erreicht eine Länge von 40 bis 44 Zentimetern, eine Flügelspannweite von 90 bis 100 Zentimetern und eine Schwanzlänge von 20 bis 23 Zentimetern. Die Altvögel sind an der Oberseite braun. Der hellere Kopf ist gestreift. Die Schwanzdecken sind weiß gescheckt. Der Schwanz weist drei hell graubraune Binden auf. Die Subterminalbinde ist weiß. Die Kehle ist braun gestreift. Brust und Flanken zeigen ein variables Fleckenmuster. Die Wachshaut ist dunkelgrau. Die großen, vorstehenden Augen sind braun oder stumpf gelb. Der Augenring ist graubraun. Beine und Füße sind matt gelbgrau mit einem leichten rosa Anflug. Im Flugbild zeigt das Gefieder bräunliche, weiß marmorierte Unterflügeldecken. Im Sitzen hat der Lemurenweih einen eher bussardähnlichen Habitus. Die Unterseite ist weiß. Flanken und Brustband sind rötlichbraun. Die langen Flügel sind an den Enden abgerundet. Die juvenilen Vögel sehen den erwachsenen Vögeln ähnlich. Bei ihnen ist die Oberseite dunkler braun, der Kopf stärker weiß gestreift und auch die Weißfärbung an der Schwanzbasis ist intensiver. Die Unterseite ist dunkler gezeichnet.

## Lebensraum

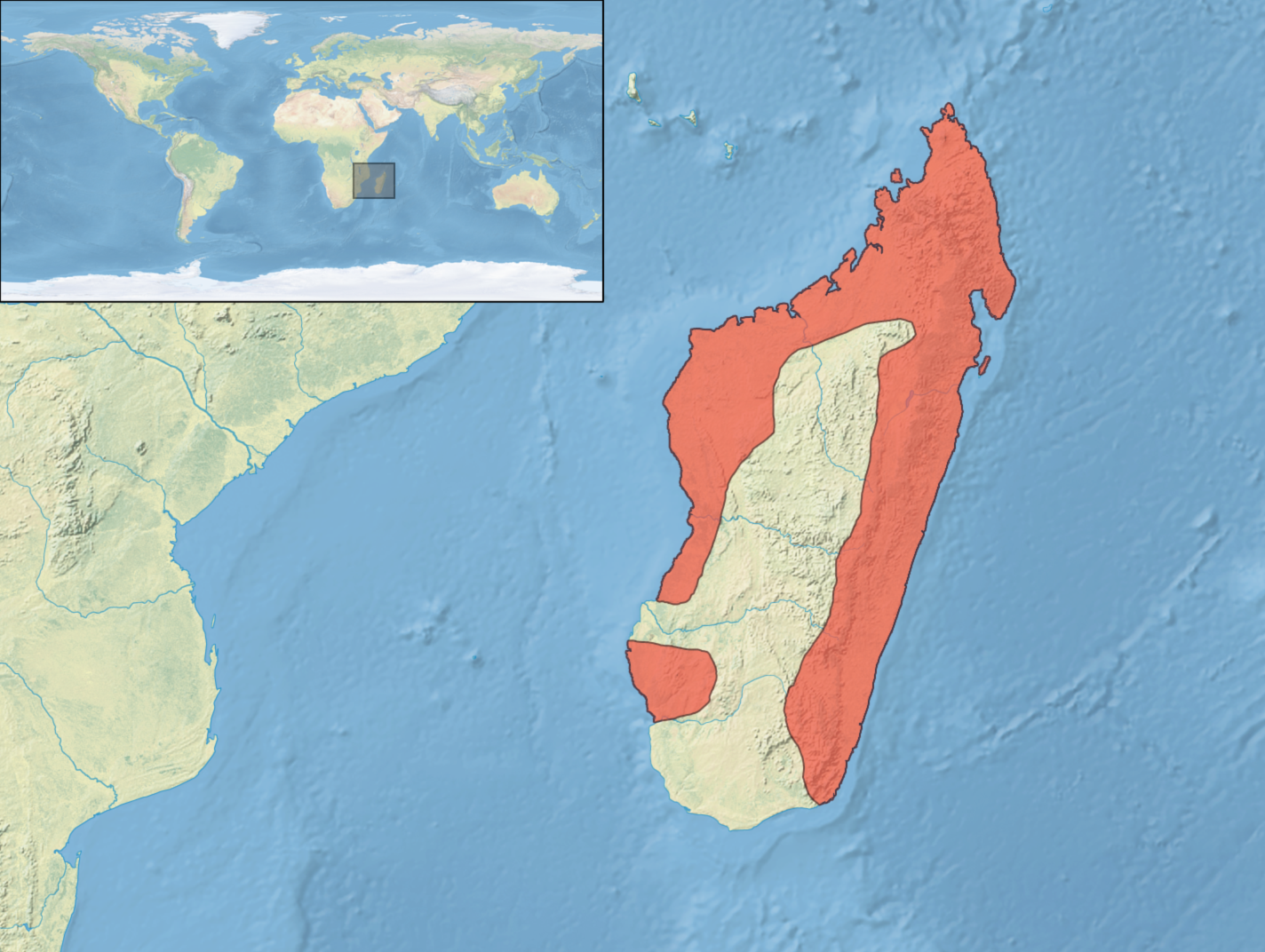
Verbreitungsgebiet (rot)

Der Lemurenweih bewohnte ursprünglich nur Primärwälder, die sowohl immergrüne Wälder, halbimmergrüne Wälder und sumpfige Gebiete umfassten. Aufgrund der Waldzerstörung wich er auf die bewaldete Savanne, auf Wiesen, degradierte Wälder, Sekundärwälder und dichtes Buschland aus. Selten ist er auch in Kokosnussplantagen zu beobachten. Er kommt in Höhenlagen von Meereshöhe bis in 1.800 Meter vor.

## Lebensweise
Trotz des Namens besteht die Hauptnahrung dieses Greifvogels nicht aus Lemuren, sondern aus Chamäleons, Geckos und größeren Insekten, einschließlich Grashüpfern. Er ist dämmerungsaktiv und geht einzeln auf die Jagd. Er wartet auf verborgenen Sitzwarten, fliegt mit langsamen, kräftigen Flügelschlägen, um dann manchmal 70 bis 90 Meter weit auf geraden Flügeln zu gleiten und im Laub oder an Baumstämmen seine Beute zu schlagen. Über sein Brutverhalten ist nur wenig bekannt. Die Brutzeit ist vermutlich zwischen Oktober und Dezember. Ein Nest wurde in 14 Meter Höhe in einer Baumkrone entdeckt. Die Jungvögel werden von beiden Altvögeln mit Insekten gefüttert.

## Bestand und Gefährdung
Gesicherte Bestandsdaten über den Lemurenweih gibt es nicht. Pessimistische Schätzungen gehen von einem Bestand von 10.000 Individuen oder weniger aus. Von BirdLife International wird er als „nicht gefährdet“ (least concern) eingestuft, da sein Verbreitungsgebiet eine Fläche von 350.000 km² umfasst. Madagaskar ist jedoch nur zu einem Drittel seiner Fläche bewaldet und die Fläche der Primärwälder ist auf 10 Prozent geschrumpft. Der Lemurenweih ist in den verbliebenen Waldgebieten nicht häufig. Im entwaldeten Zentralplateau und in Teilen des trockenen Südens ist er verschwunden.